# Кубок Наследного принца Катара 1998
Кубок Наследного принца Катара 1998 — 4-й розыгрыш Кубка Наследного принца Катара, проходивший с 4 по ??? мая. В соревновании приняли участие 4 лучшие команды Катара по итогам Лиги звёзд Катара 1997/1998.

## Участники
- Аль-Иттихад : чемпион Лиги звёзд Катара 1997/1998
- Эр-Райян : 2-е место в Лиге звёзд Катара 1997/1998
- Ас-Садд : 3-е место в Лиге звёзд Катара 1997/1998
- Аль-Араби : 4-е место в Лиге звёзд Катара 1997/1998

## Детали матчей

### 1/2 финала
| Аль-Иттихад | 1 – 0 | Аль-Араби |
| ----------- | ----- | --------- |
|             |       |           |

| Ас-Садд | 2 – 2 | Эр-Райян |
| ------- | ----- | -------- |
|         |       |          |

| Аль-Араби | 3 – 2 | Аль-Иттихад |
| --------- | ----- | ----------- |
|           |       |             |
| Пенальти  |       |             |
|           | 4 – 3 |             |

| Эр-Райян | 0 – 0 | Ас-Садд |
| -------- | ----- | ------- |
|          |       |         |
| Пенальти |       |         |
|          | 2 – 3 |         |

### Финал
| Ас-Садд | 3 – 2 | Аль-Араби |
| ------- | ----- | --------- |
|         |       |           |

| Кубок Наследного принца Катара Победитель 1998 |
| ---------------------------------------------- |
| Ас-Садд 1-й титул                              |